# North Omak
North Omak ist ein census-designated place (CDP) im Okanogan County im US-Bundesstaat Washington, nördlich von Ornak. Die Gemeinde wird als Teil von Greater Omak angesehen und hatte zum United States Census 2010 688 Einwohner. Unter den CDP in Washington nimmt North Omak der Bevölkerung nach den 182. Platz ein.

## Geographie
Nach dem United States Census Bureau nimmt der CDP eine Gesamtfläche von 29 Quadratkilometern ein, worunter keine Wasserflächen sind.

## Demographie
| Jahr | Einwohner¹ |
| ---- | ---------- |
| 1990 | 515        |
| 2000 | 688        |
| 2010 | 688        |

¹ 1990–2010: Volkszählungsergebnisse
Nach der Volkszählung von 2000 gab es in North Omak 688 Einwohner, 207 Haushalte und 166 Familien. Die Bevölkerungsdichte betrug 23,7 pro km². Es gab 220 Wohneinheiten bei einer mittleren Dichte von 7,6 pro km².
Die Bevölkerung bestand zu 13,52 % aus Weißen, zu 73,55 % aus Indianern, zu 8,28 % aus anderen „Rassen“ und zu 4,65 % aus zwei oder mehr „Rassen“. Hispanics oder Latinos „jeglicher Rasse“ bildeten 14,68 % der Bevölkerung.
Von den 207 Haushalten beherbergten 53,6 % Kinder unter 18 Jahren, 34,3 % wurden von zusammen lebenden verheirateten Paaren, 30,4 % von alleinerziehenden Müttern geführt; 19,8 % waren Nicht-Familien. 15,9 % der Haushalte waren Singles und 2,4 % waren alleinstehende über 65-jährige Personen. Die durchschnittliche Haushaltsgröße betrug 3,32 und die durchschnittliche Familiengröße 3,51 Personen.
Der Median des Alters in der Stadt betrug 25 Jahre. 39,4 % der Einwohner waren unter 18, 9,7 % zwischen 18 und 24, 31,7 % zwischen 25 und 44, 15,7 % zwischen 45 und 64 und 3,5 65 Jahre oder älter. Auf 100 Frauen kamen 98,3 Männer, bei den über 18-Jährigen waren es 94 Männer auf 100 Frauen.
Alle Angaben zum mittleren Einkommen beziehen sich auf den Median. Das mittlere Haushaltseinkommen betrug 25.500 US$, in den Familien waren es 22.788 US$. Männer hatten ein mittleres Einkommen von 20.227 US$ gegenüber 23.688 US$ bei Frauen. Das Pro-Kopf-Einkommen betrug 8.971 US$. Etwa 33 % der Familien und 39,7 % der Gesamtbevölkerung lebte unterhalb der Armutsgrenze; das betraf 44,4 % der unter 18-Jährigen und keinen der über 65-Jährigen.